# 迪伦·莫兰
迪伦·莫兰（英語：Dylan Moran，1971年11月3日—）是一位爱尔兰單人喜劇喜劇人、作家和电影摄制者。他最著名的作品为自编自演的英剧《布莱克书店》，以及电影《活人甡吃》和《求愛馬拉松》。莫兰是各大国际喜剧艺术节的常规表演者，在2007年被第四台票选为“最伟大的100名单口喜剧演员”第17位，并于2010年在同一评选中位列第14位。他凭借《布莱克书店》两次赢得英国学术电视奖最佳情景喜剧。莫兰与妻子和两个孩子现居苏格兰爱丁堡。